# Maja Alm
Maja Alm (née le 10 juillet 1988) est une orienteuse danoise de haut niveau. 

## Palmarès

### Championnats du monde
- Médaille d'or en 2015 en Sprint
- Médaille d'or en 2015 en Relais
- Médaille d'or en 2015 en Relais mixte
- Médaille d'or en 2016 en Sprint
- Médaille d'or en 2016 en Relais mixte
- Médaille d'or en 2017 en Sprint
- Médaille d'or en 2018 en Sprint
- Médaille d'argent en 2012 en Sprint
- Médaille d'argent en 2016 en Relais
- Médaille d'argent en 2017 en Longue distance
- Médaille d'argent en 2017 en Relais mixte
- Médaille d'argent en 2018 en Longue distance
- Médaille de bronze en 2018 en Relais mixte
- Médaille de bronze en 2021 en Sprint

### Jeux mondiaux
- Médaille d'or en 2017 à Wrocław (Pologne) en catégorie Sprint
- Médaille d'or en 2017 à Wrocław (Pologne) en catégorie Relais mixte
- Médaille de bronze en 2013 à Cali (Colombie) en catégorie Sprint
- Médaille d'argent en 2013 à Cali (Colombie) en catégorie Relais mixte

### Championnats d'Europe
- Médaille d'argent en 2014 en Moyenne distance
- Médaille d'argent en 2016 en Relais mixte
- Médaille d'argent en 2018 en Relais mixte
- Médaille de bronze en 2010 en Sprint
- Médaille de bronze en 2016 en Sprint
- Médaille de bronze en 2018 en Relais